# Senecio phorodendroides
Senecio phorodendroides là một loài thực vật có hoa trong họ Cúc. Loài này được L.O.Williams miêu tả khoa học đầu tiên năm 1975.